# Guidimé
Guidimé est une commune malienne, située dans le pays de la Guidiméns, dans le chef-lieu du cercle de Yélimané, dans la région de Kayes.

## Géographie
La commune s'étend sur 1 057 km2 et compte 39 823 habitants lors du recensement de 2009.

## Politique
| Année | Maire élu              | Parti politique |
| ----- | ---------------------- | --------------- |
| 2004  | Fassory Konaté         | URD             |
| 2009  | Boubacar Tamboura      | Adéma-Pasj      |
| 2014  | Kande Golé Doucouré    | Adéma-Pasj      |
| 2019  | Soumaïla Kandé Diakite | Adéma-Pasj      |

## Localités
Lors du recensement général réalisé en 2009, le répertoire des villages relève 22 localités dans la commune.
- Bandiougoula
- Diabaguéla
- Diadie
- Dioncoulane
- Djel Mael
- Dougoubara
- Gawa
- Gninangouha
- Guémou Kasse
- Guémou Neuf
- Kanguessanou
- Kodié
- Lawoinatt Maure
- Madina Gorbel
- Makana
- Niakatela
- Niogomera
- Topokane
- Yaguine Banda
- Yarka
- Yélimané
- Yélimané Sébé

La commune compte 12 localités de plus 1 000 habitants en 2009, de Les villages les plus peuplés sont :
- Dioncoulane (7 677 habitants) ;
- Bandiougoula (5 063 habitants) ;
- Kodié (4 777 habitants).

En 2023, la loi 2023-007 attribue à la commune 21 villages, fractions ou quartiers.